# Устронь
Устронь (пол. Ustroń) — курортне місто в південній Польщі, на річці Вісла.
Належить до Цешинського повіту Сілезького воєводства.

## Демографія
Демографічна структура станом на 31 березня 2011 року:
|          | Загалом | Допрацездатний вік | Працездатний вік | Постпрацездатний вік |
| -------- | ------- | ------------------ | ---------------- | -------------------- |
| Чоловіки | 7542    | 1400               | 5034             | 1108                 |
| Жінки    | 8414    | 1294               | 4929             | 2191                 |
| Разом    | 15956   | 2694               | 9963             | 3299                 |